# Chevrotine
Chevrotine je francouzský hraný televizní film, který natočila režisérka Laetitia Massonová. Scénář, který napsala sama režisérka, vychází ze stejnojmenného románu od Érica Fottorina (2014). Ve filmu hrají Élodie Bouchezová, Rafi Pitts, Aurore Clément, Jérôme Kircher a další. Hudbu k němu složil Bruno Coulais a dále v něm byly použity například písně od Jean-Louise Murata.
Natáčení probíhalo od 14. října do 25. listopadu 2020 mimo jiné v bretaňských obcích Plougrescant a Plouguiel; natáčelo se také v domě sochaře Alexandera Caldera. Natáčení mělo původně být dokončeno dříve, ale kvůli komplikacím s onemocněním covid-19 muselo být prodlouženo. Děj knihy se odehrává v okolí města La Rochelle, které však režisérce kl natáčení nevyhovovalo a rozhodla se děj adaptace zasadit do severnější Bretaně, do oblasti Trégor.
Premiéra proběhla 11. února 2022 na televizní stanici ARTE.